# Classe A (sous-marin norvégien)
La Classe A est une classe de sous-marins côtiers construite dans l'empire allemand juste avant la Première Guerre mondiale pour l'exportation.
Quatre sous-marins ont été construits pour la Norvège. Les trois premiers sont livrés, tandis que le dernier est saisi en 1914 par la Kaiserliche Marine lors de l'entrée en guerre de l'Allemagne, pour le compte de laquelle il opère sous le nom d'Unterseeboot UA.

## Caractéristiques
Le type UA a été développé pour le marché d'exportation.
Le gouvernement norvégien a acheté quatre sous-marins pour la Marine royale norvégienne qui ont été presque achevés en 1913, mais n'en a reçu que trois (les A-2, A-3 et A-4) avant la Première Guerre mondiale. Ces trois sous-marins ont été perdus au cours de la première semaine après l'invasion allemande de la Norvège pendant la Seconde Guerre mondiale, un au combat et les deux autres par le sabordage.
Le quatrième, le A-5, a été saisi par les autorités allemandes après le déclenchement de la guerre le 5 août 1914 et mis en service sous le nom de SM U0 le 14 août 1914 pour la Kaiserliche Marine.
L'U-Boot est rebaptisé SM UA deux semaines plus tard et affecté à la protection du littoral. En 1916, le SM UA est transféré à la U-bootschule (école de sous-marins).
Après l'armistice avec l'Allemagne en novembre 1918, le SM UA est remis à la France et finalement démoli à Toulon en 1920-1921.

## Liste des sous-marins type UA
Quatre sous-marins type UA ont été construits.

### Marine royale norvégienne
- KNM A-2 (2 mars 1914 au 9 avril 1940): a été attaqué et gravement endommagé par les deux dragueurs de mines allemand type R, les R-22 et R-23 au large de la péninsule de Valløy près de Tønsberg dans le fjord d'Oslo le 9 avril 1940. Son équipage a été capturé et il a dérivé et s'est échoué à terre à Valløy.
- KNM A-3 (1914 - 16 avril 1940) Sabordé par son propre équipage dans le Verkbukta à Tønsberg le 16 avril 1940
- KNM A-4 (1914 - 16 avril 1940) Sabordé par son propre équipage dans le Verkbukta à Tønsberg le 16 avril 1940

### Kaiserliche Marine
- SM UA (1914- 1921) Également destiné à la Norvège, il fut saisi en 1914 par la marine impériale lors de l'entrée en guerre de l'Allemagne. D'abord affecté à la protection des côtes, il fut affecté à l'école des sous-marins en 1916. Reddition en novembre 1918, remis à la France et démoli à Toulon en 1920-21.

| Bateaux | Nbr | Chantier naval      | N° fabrique | Construction |
| ------- | --- | ------------------- | ----------- | ------------ |
| UA      | 1   | Germaniawerft, Kiel | 202         | 1912 - 1914  |

### Sources
- (en) Cet article est partiellement ou en totalité issu de l’article de Wikipédia en anglais intitulé « Norwegian A-class submarine » (voir la liste des auteurs).